# Elixir (tidning)
Elixir var en svensk serietidning med humorserier, utgiven av förlaget RSR Epix åren 1986–1987. I tidningen varvades svenska och utländska serieskapare. I samband med årsskiftet 1986-1987 bytte tidningen chefredaktör från Horst Schröder till Tomas Jönsson vilket förändrade inriktningen något: numren blev mer tematiska och behandlade ämnen som rasism, AIDS och Palmemordet. Att det sista numret – nummer 7:1987 – blev det sista kom som en överraskning vilket märks i den avslutande ledaren där redaktionen protesterade mot att ägaren Horst Schröder beslutat lägga ner tidningen.

## Utgåvor
| Årgång | Nummer | Sidor | Noter                                            |
| ------ | ------ | ----- | ------------------------------------------------ |
| 1986   | 1      | 84    |                                                  |
| 1986   | 2      | 84    |                                                  |
| 1986   | 3      | 84    |                                                  |
| 1986   | 4      | 84    |                                                  |
| 1986   | 5      | 84    |                                                  |
| 1986   | 6      | 84    |                                                  |
| 1986   | 7      | 84    |                                                  |
| 1986   | 8      | 84    |                                                  |
| 1986   | 9      | 84    |                                                  |
| 1986   | 10     | 84    |                                                  |
| 1986   | 11     | 84    | Julnummer                                        |
| 1987   | 1      | 68    | Tema: Sex, våld & fascism                        |
| 1987   | 2      | 68    | Tema: Peter Bagge                                |
| 1987   | 3      | 68    | Tema: Snabba stålar                              |
| 1987   | 4      | 68    | Tema: Rasism med undertiteln "Serier för arier". |
| 1987   | 5      | 68    | Tema: AIDS                                       |
| 1987   | 6      | 68    | Tema: Palmemordet                                |
| 1987   | 7      | 68    | Tema: Rock med Joakim Thåström på omslaget.      |

## Redaktion
- Horst Schröder (ansvarig utgivare 1986)
- Tomas Jönsson (1986, ansvarig utgivare 1987)
- Tom Hallström (1986)
- Gunnar Krantz (1987)
- Mikael Grahn (1987)
- Joakim Narin (1987)

## Publicerade serieskapare (urval)
- Johan Andreasson
- Lars Andreasson
- Ebbe Bredberg
- Per Demervall
- Truls Ek
- Mats Ekman
- Jonas Forsberg
- Mikael Grahn
- Frank Helgesson
- Ulf Jansson
- Gunnar Krantz
- Joakim Lindengren
- David Nessle
- Rune Olofsson
- Magnus Svenningsson
- Tomas Östlund